# Detroit Lions 2017
La stagione 2017 dei Detroit Lions è stata la 88ª della franchigia nella National Football League e la quarta e ultima con Jim Caldwell come capo-allenatore. La squadra ha terminato come l'anno precedente con un record di 9-7 ma in questo caso esso non è stato sufficiente per qualificarsi ai playoff. Dopo avere vinto tre delle prime quattro gare, i Lions hanno perso sei delle successive dodici, venendo matematicamente eliminati dalla caccia alla post-season dopo la sconfitta contro i Cincinnati Bengals del penultimo turno. Malgrado ciò, si è trattato della prima occasione dal biennio 1994–1995 in cui la squadra ha avuto due stagioni consecutive con più vittorie che sconfitte. Inoltre per la prima volta nella storia ha vinto tutte le tre gare esterne contro gli avversari della propria division, oltre a battere entrambe le volte i Green Bay Packers per la prima volta dal 1991. Nonostante questi traguardi, Caldwell è stato licenziato a fine anno dopo un record di 36-28, ma nessuna vittoria nei playoff, in quattro annate.

## Scelte nel Draft 2017
| Scelte dei Lions nel Draft 2017 |        |                     |       |                   |
| Giro                            | Scelta | Giocatore           | Ruolo | College           |
| 1                               | 21     | Jarrad Davis        | LB    | Florida           |
| 2                               | 53     | Teez Tabor          | CB    | Florida           |
| 3                               | 96     | Kenny Golladay      | WR    | Northern Illinois |
| 4                               | 124    | Jalen Reeves-Maybin | LB    | Tennessee         |
| 4                               | 127    | Michael Roberts     | TE    | Toledo            |
| 5                               | 165    | Jamal Agnew         | CB    | San Diego         |
| 6                               | 205    | Jeremiah Ledbetter  | DE    | Arkansas          |
| 6                               | 215    | Brad Kaaya          | QB    | Miami             |
| 7                               | 250    | Pat O'Connor        | DE    | Eastern Michigan  |

## Staff
| Staff dei Detroit Lions nel 2017 |
| --- |
| Organi dirigenziali - Proprietario: Martha Firestone Ford - Presidente: Rod Wood - General manager: Bob Quinn Capo allenatore - Jim Caldwell - Assestinte/Offensive line – Ron Prince Altri allenatori - Preparatore atletico – Harold Nash - Assistente – Josh Schuler Allenatori dell'attacco - Coordinatore dell'attacco: Jim Bob Cooter - Quarterback – Brian Callahan - Running Back – David Walker - Wide Receiver – Robert Prince - Tight End – Al Golden - Controllo qualità/Offensive Line - Michael McCarthy - Assistente/Ricerca & Analisi - Evan Rothstein Allenatori della difesa - Coordinatore della difesa: Teryl Austin - Defensive Line – Kris Kocurek - Assistente/Defensive End – Matt Raich - Linebacker – Bill Sheridan - Defensive Back/Safety – Alan Williams - Defensive Back/Cornerback – Tony Oden - Controllo qualità - Steve Williams - Assistente senior – Gunther Cunningham Allenatori dello special team - Coordinatore dello Special Team: Joe Marciano - Assistente - Devin Fitzsimmons |

## Roster
| Roster dei Detroit Lions nel 2017 |
| --- |
| Quarterback - 14 Jake Rudock - 9 Matthew Stafford Running Back - 21 Ameer Abdullah - 38 Tion Green - 25 Theo Riddick - 36 Dwayne Washington - 34 Zach Zenner Wide Receiver - 10 Jared Abbrederis - 19 Kenny Golladay - 11 Marvin Jones - 13 T.J. Jones - 15 Golden Tate Tight End - 85 Eric Ebron - 87 Darren Fells - 80 Michael Roberts Offensive Linemen - 66 Joe Dahl G - 60 Graham Glasgow G - 67 Zac Kerin G - 76 T.J. Lang G - 72 Brian Mihalik T - 70 Corey Robinson T - 73 Greg Robinson T - 64 Travis Swanson C - 71 Rick Wagner T Defensive Linemen - 94 Ezekiel Ansah DE - 79 Alex Barrett DE - 98 Jeremiah Ledbetter DT - 92 Haloti Ngata DT - 91 A'Shawn Robinson DT - 97 Akeem Spence DT - 78 Jeremiah Valoaga DE - 90 Cornelius Washington DE - 69 Anthony Zettel DE Linebacker - 43 Nick Bellore MLB - 40 Jarrad Davis MLB - 54 Steve Longa OLB - 44 Jalen Reeves-Maybin OLB - 59 Tahir Whitehead OLB - 58 Paul Worrilow MLB Defensive Back - 39 Jamal Agnew CB - 26 Don Carey FS - 28 Quandre Diggs CB - 31 D.J. Hayden CB - 35 Miles Killebrew SS - 24 Nevin Lawson CB - 27 Glover Quin FS - 23 Darius Slay CB - 30 Teez Tabor CB - 45 Charles Washington FS - 32 Tavon Wilson SS Special Team - 48 Don Muhlbach LS - 5 Matt Prater K - 2 Kasey Redfern P Lista delle riserve - 95 Armonty Bryant DE (Sospeso) - 53 Brandon Chubb OLB (IR) - 51 Brandon Copeland OLB (IR) - 68 Taylor Decker T (PUP) - 93 Jordan Hill DT (IR) - 61 Kerry Hyder DE (IR) - 46 Tramain Jacobs CB (IR) - 39 Mike James RB (IR) - 46 Des Lawrence CB (IR) - 6 Sam Martin P (NF-Inj.) - 18 Dez Stewart WR (IR) - 99 Khyri Thornton DT (Sospeso) Squadra di allenamento - 50 Thurston Armbrister OLB - 38 Adairius Barnes CB - 16 Jace Billingsley WR - 83 Dontez Ford WR - 75 Leo Koloamatangi C - 41 Rolan Milligan SS - 65 Storm Norton T - 96 Pat O'Connor DE - 57 Earl Okine DE - 89 Cole Wick TE 53 attivi, 12 inattivi, 10 nella squadra di allenamento |
| Legenda - I rookie sono in corsivo. - Il primo ruolo è il principale mentre gli eventuali successivi indicano i ruoli secondari. - (IR) sta per Injured Reserve ed indica la lista ristretta per un solo giocatore infortunato che può tornare ad allenarsi dopo la settimana 6 e a rientrare in prima squadra dopo che questa ha giocato 8 partite. - (NF-Inj.) / (NF-Ill.) stanno rispettivamente per Non-Football Injured e Non-Football Illness ed indicano le liste dove viene inserito un giocatore che ha un infortunio o una malattia non dipendente dal football americano. - (PUP) sta per Physically Unable to Perform ed indica la lista dove viene inserito un giocatore mentre è in attesa di recuperare la condizione fisica. Nella stagione regolare dopo la sesta partita giocata dalla propria squadra, il giocatore ha tempo tre settimane per riprendere ad allenarsi, più tre settimane aggiuntive dal suo rientro agli allenamenti per rientrare in prima squadra. |

## Calendario
Il calendario della stagione è stato annunciato il 20 aprile 2017.
| Turno | Data               | Ora (ET)           | Avversario              | Risultato          | Record             | Stadio                  | TV                 | NFL.com recap      |
| ----- | ------------------ | ------------------ | ----------------------- | ------------------ | ------------------ | ----------------------- | ------------------ | ------------------ |
| 1     | 10/9               | 1:00 p.m.          | Arizona Cardinals       | V 35–23            | 1–0                | Ford Field              | Fox                | Recap              |
| 2     | 18/9               | 8:30 p.m           | at New York Giants      | V 24–10            | 2–0                | MetLife Stadium         | ESPN               | Recap              |
| 3     | 24/9               | 1:00 p.m           | Atlanta Falcons         | S 26–30            | 2–1                | Ford Field              | Fox                | Recap              |
| 4     | 1/10               | 1:00 p.m           | at Minnesota Vikings    | V 14–7             | 3–1                | U.S. Bank Stadium       | Fox                | Recap              |
| 5     | 8/10               | 1:00 p.m           | Carolina Panthers       | S 24–27            | 3–2                | Ford Field              | Fox                | Recap              |
| 6     | 15/10              | 1:00 p.m           | at New Orleans Saints   | S 38–52            | 3–3                | Mercedes-Benz Superdome | Fox                | Recap              |
| 7     | Settimana di pausa | Settimana di pausa | Settimana di pausa      | Settimana di pausa | Settimana di pausa | Settimana di pausa      | Settimana di pausa | Settimana di pausa |
| 8     | 29/11              | 8:30 p.m           | Pittsburgh Steelers     | S 15–20            | 3–4                | Ford Field              | NBC                | Recap              |
| 9     | 6/11               | 8:30 p.m           | at Green Bay Packers    | V 30–17            | 4–4                | Lambeau Field           | ESPN               | Recap              |
| 10    | 12/11              | 1:00 p.m           | Cleveland Browns        | V 38–24            | 5–4                | Ford Field              | CBS                | Recap              |
| 11    | 19/11              | 1:00 p.m           | at Chicago Bears        | V 27–24            | 6–4                | Soldier Field           | Fox                | Recap              |
| 12    | 23/11              | 12:30 p.m          | Minnesota Vikings       | S 23–30            | 6–5                | Ford Field              | Fox                | Recap              |
| 13    | 3/12               | 1:00 p.m           | at Baltimore Ravens     | S 20–44            | 6–6                | M&T Bank Stadium        | Fox                | Recap              |
| 14    | 10/12              | 1:00 p.m           | at Tampa Bay Buccaneers | V 24–21            | 7–6                | Raymond James Stadium   | Fox                | Recap              |
| 15    | 16/12              | 4:30 p.m           | Chicago Bears           | V 20–10            | 8–6                | Ford Field              | NFLN               | Recap              |
| 16    | 24/12              | 1:00 p.m           | at Cincinnati Bengals   | S 17–26            | 8–7                | Paul Brown Stadium      | Fox                | Recap              |
| 17    | 31/12              | 1:00 p.m           | Green Bay Packers       | V 35–11            | 9–7                | Ford Field              | Fox                | Recap              |

Nota: Gli avversari della propria division sono in grassetto.

## Classifiche

### Conference
| Classifica della NFC 2017                                | Classifica della NFC 2017  | Classifica della NFC 2017 | Classifica della NFC 2017 | Classifica della NFC 2017 | Classifica della NFC 2017 | Classifica della NFC 2017 | Classifica della NFC 2017 | Classifica della NFC 2017 | Classifica della NFC 2017 | Classifica della NFC 2017 | Classifica della NFC 2017 | Classifica della NFC 2017 |
| #                                                        | Squadra                    | Division                  | V                         | P                         | N                         | %                         | DIV                       | CONF                      | PF                        | PS                        | D                         | STR                       |
| -------------------------------------------------------- | -------------------------- | ------------------------- | ------------------------- | ------------------------- | ------------------------- | ------------------------- | ------------------------- | ------------------------- | ------------------------- | ------------------------- | ------------------------- | ------------------------- |
| Vincitori delle division                                 |                            |                           |                           |                           |                           |                           |                           |                           |                           |                           |                           |                           |
| 1                                                        | xyz* – Philadelphia Eagles | East                      | 13                        | 3                         | 0                         | 81,3%                     | 5-1                       | 10-2                      | 457                       | 295                       | 162                       | P-1                       |
| 2                                                        | xyz – Minnesota Vikings    | North                     | 13                        | 3                         | 0                         | 81,3%                     | 5-1                       | 10-2                      | 382                       | 252                       | 130                       | V-3                       |
| 3                                                        | xy – Los Angeles Rams      | West                      | 11                        | 5                         | 0                         | 68,8%                     | 4-2                       | 7-5                       | 478                       | 329                       | 149                       | P-1                       |
| 4                                                        | xy – New Orleans Saints    | South                     | 11                        | 5                         | 0                         | 68,8%                     | 4-2                       | 8-4                       | 448                       | 326                       | 122                       | P-1                       |
| Wild Card                                                |                            |                           |                           |                           |                           |                           |                           |                           |                           |                           |                           |                           |
| 5                                                        | xw – Carolina Panthers     | South                     | 11                        | 5                         | 0                         | 68,8%                     | 3-3                       | 7-5                       | 363                       | 327                       | 36                        | P-1                       |
| 6                                                        | xw – Atlanta Falcons       | South                     | 10                        | 6                         | 0                         | 62,5%                     | 4-2                       | 9-3                       | 353                       | 315                       | 38                        | V-1                       |
| Non qualificate per i playoff                            |                            |                           |                           |                           |                           |                           |                           |                           |                           |                           |                           |                           |
| 7                                                        | Detroit Lions              | North                     | 9                         | 7                         | 0                         | 56,3%                     | 5-1                       | 8-4                       | 410                       | 376                       | 34                        | V-1                       |
| 8                                                        | Seattle Seahawks           | West                      | 9                         | 7                         | 0                         | 56,3%                     | 4-2                       | 7-5                       | 366                       | 332                       | 34                        | P-1                       |
| 9                                                        | Dallas Cowboys             | East                      | 9                         | 7                         | 0                         | 56,3%                     | 5-1                       | 7-5                       | 354                       | 332                       | 22                        | V-1                       |
| 10                                                       | Arizona Cardinals          | West                      | 8                         | 8                         | 0                         | 50%                       | 3-3                       | 5-7                       | 295                       | 361                       | -66                       | V-2                       |
| 11                                                       | Green Bay Packers          | North                     | 7                         | 9                         | 0                         | 43,8%                     | 2-4                       | 5-7                       | 320                       | 384                       | -64                       | P-3                       |
| 12                                                       | Washington Redskins        | East                      | 7                         | 9                         | 0                         | 43,8%                     | 1-5                       | 5-7                       | 342                       | 388                       | -46                       | P-1                       |
| 13                                                       | San Francisco 49ers        | West                      | 6                         | 10                        | 0                         | 37,5%                     | 1-5                       | 3-9                       | 331                       | 383                       | -52                       | V-5                       |
| 14                                                       | Tampa Bay Buccaneers       | South                     | 5                         | 11                        | 0                         | 31,3%                     | 1-5                       | 3-9                       | 335                       | 382                       | -47                       | V-1                       |
| 15                                                       | Chicago Bears              | North                     | 5                         | 11                        | 0                         | 31,3%                     | 0-6                       | 1-11                      | 264                       | 320                       | -56                       | P-1                       |
| 16                                                       | New York Giants            | East                      | 3                         | 13                        | 0                         | 18,8%                     | 1-5                       | 1-11                      | 246                       | 388                       | -142                      | V-1                       |
| Legenda                                                  |                            |                           |                           |                           |                           |                           |                           |                           |                           |                           |                           |                           |
| w — Qualificata ai playoff come wild card                |                            |                           |                           |                           |                           |                           |                           |                           |                           |                           |                           |                           |
| x — Qualificata ai playoff                               |                            |                           |                           |                           |                           |                           |                           |                           |                           |                           |                           |                           |
| y — Vincitrice della division                            |                            |                           |                           |                           |                           |                           |                           |                           |                           |                           |                           |                           |
| z — Qualificata direttamente al secondo turno di playoff |                            |                           |                           |                           |                           |                           |                           |                           |                           |                           |                           |                           |
| * — Vantaggio del fattore campo nei playoff              |                            |                           |                           |                           |                           |                           |                           |                           |                           |                           |                           |                           |

## Premi individuali

### Pro Bowler
Darius Slay è stato l'unico giocatore dei Lions convocato per il Pro Bowl 2018.

### Premi settimanali e mensili
- Matt Prater:

giocatore degli special team della NFC della settimana 1
miglior giocatore degli special team della NFC del mese di settembre
- Jamal Agnew:

giocatore degli special team della NFC della settimana 2
- Darius Slay:

difensore della NFC della settimana 15
- Ziggy Ansah:

difensore della NFC della settimana 17